# Vance Bourjaily
Vance (Nye) Bourjaily (* 17. September 1922 in Cleveland, Ohio, USA; † 31. August 2010 in Greenbrae, Kalifornien, USA) war ein US-amerikanischer Journalist, Schriftsteller und Verfasser von Theaterstücken und TV-Episoden.

## Leben
Vance Bourjaily wurde 1922 in Cleveland, Ohio als zweitältester der drei Söhne von Monte I Ferris Bourjaily (1894–1979) und dessen erster Frau Barbara (geb. Webb) geboren.
Die Familie seines Vaters entstammte dem Libanon. Ferris Bourjaily, der Großvater von Vance B., war zu Beginn des 20. Jahrhunderts aus Kteleh im Libanon in die USA eingewandert. Vances Vater (Monte I Ferris Bourjaily) arbeitete als Journalist und stieg später zum Herausgeber des United Features Syndicate auf.
Vance Bourjaily verbrachte die Jugend zusammen mit seinen beiden Brüdern, Monte II Mansour B. (* 14. April 1921; † 4. Januar 2005) und Paul Webb B. (* 1925), in Connecticut, Virginia und New York.
Nachdem er im Jahre 1939 die John Handley High School in Winchester, Virginia abgeschlossen hatte, besuchte er das Bowdoin College in Brunswick, Maine.
Nach dem Eintritt der USA in den Zweiten Weltkrieg meldete sich Bourjaily freiwillig zum American Field Service und wurde von 1942 bis 1944 für Verwundetentransporte in Syrien, Ägypten und Italien eingesetzt.
Anschließend meldete er sich freiwillig zur US-Armee und kämpfte als Infanterist auf dem Pazifischen Kriegsschauplatz.
Die Erlebnisse des Krieges prägten ihn maßgeblich und standen wiederholt im Mittelpunkt seiner späteren schriftstellerischen Werke.
Nach Kriegsende kehrte Bourjaily zunächst zum Bowdoin College zurück und schloss dieses 1947 mit einem B.A. ab. Er arbeitete beim San Francisco Chronicle bevor er 1950 nach New York City ging. Von 1953 bis 1955 gab er die 6-mal/p. a. erscheinende Literaturmagazin Discovery heraus. In der Zeitschrift erschienen Beiträge u. a. von Saul Bellow, Bernard Malamud, Norman Mailer, William Styron, Adrienne Rich, Wayne Booth und John Hollander.
Nach dem Ende von Discovery schrieb er für The Village Voice, die 1955 von Dan Wolf, Ed Fancher und Norman Mailer ins Leben gerufen worden war.
Schon 1947 war Bourjailys erster Roman The End of My Life erschienen, der stark von seinen erschütternden Kriegserlebnissen beeinflusst war und ihn über Nacht berühmt machte. Schriftsteller und Literaturkritiker John W. Aldridge schrieb in seinem Buch After The Lost Generation (1951) voll des Lobes:
„Seit F. Scott Fitzgeralds Roman Diesseits vom Paradies hat kein einziges Buch so treffend die Gefühle der Jugendlichen in Kriegszeiten beschrieben, und kein Buch seit Ernest Hemingways In einem andern Land hat so vollendet den Verlust dokumentiert, den diese Jugend durch den Krieg hat erleiden müssen.“
Mit seinen folgenden Romanen konnte Bourjaily allerdings nicht mehr an seinen frühen Erfolg anknüpfen.
Mehr als zwei Jahrzehnte (1958–1980) unterrichtete Bourjaily Kreatives Schreiben an einer der berühmtesten amerikanischen Autorenschmieden, dem Writers’ Workshop der University of Iowa – zeitweise gemeinsam mit seinen Freunden Philip Roth und Kurt Vonnegut – bis dahin noch weitgehend unbekannte, aufstrebende Schriftstellertalente. Unter seinen Schülern befanden sich u. a. John Irving und T.C. Boyle.
1980 wechselte er zur writing faculty der University of Arizona. 1985 bis zu seiner Emeritierung im Jahre 1992 war er an der Louisiana State University Direktor des Graduiertenprogramms für Kreatives Schreiben. Für seine herausragende Lehrtätigkeit wurde Bourjaily 1989 von der LSU mit dem Titel Boyd-Professor geehrt.
Vance Bourjaily fiel nach einem Sturz in ein Koma und starb kurz darauf im Alter von 87 Jahren in Greenbrae.

## Privates
1946 heiratete Bourjaily Bettina Yensen. Das Paar bekam drei Kinder: Tochter Anne *1952 kam 1964 bei einem Autounfall ums Leben; Sohn Philip *1958 und Tochter Robin *1965.
Die Ehe wurde Mitte der 80er Jahre geschieden und Bourjaily heiratete 1985 in zweiter Ehe Yasmin Mogul, mit der er einen Sohn (Omar *1983) bekam.

## Werke

### Romane
- The End of My Life. New York, Scribner, 1947; London, W.H. Allen, 1963.
- The Hound of Earth. New York, Scribner, 1955; London, Secker andWarburg, 1956.
- The Violated. New York, Dial Press, 1958; London, W.H. Allen, 1962.
- Confessions of a Spent Youth. New York, Dial Press, 1960; London, W.H. Allen, 1961.
- The Man Who Knew Kennedy. New York, Dial Press, and London, W.H. Allen, 1967.
- Brill among the Ruins. New York, Dial Press, 1970; London, W.H. Allen, 1971.
- Now Playing in Canterbury. New York, Dial Press, 1976.
- A Game Men Play. New York, Dial Press, 1980.
- The Great Fake Book. New York, Weidenfeld and Nicolson, 1987.
- Old Soldier. New York, Fine, 1990.

### Kurzgeschichten
- The Poozle Dreamers, in Dial (New York), Fall 1959.
- Fractional Man, in New Yorker, 6. August 1960.
- Goose Pits, in New Yorker, 25. November 1961.
- Varieties of Religious Experience, in The Esquire Reader, edited by Arnold Gingrich and others. New York, Dial Press, 1967.
- A Lover’s Mask, in Saturday Evening Post (Philadelphia), 6 May1967.
- The Amish Farmer, in Great Esquire Fiction, edited by L. RustHills. New York, Viking Press, 1983.
- The Duchess, in Stand One, edited by Michael Blackburn, JonSilkin, and Lorna Tracy. London, Gollancz, 1984.

### Theaterstücke
- $4000: An Opera in Five Scenes, music by Tom Turner (produced Iowa City, 1969). Published in North American Review (Cedar Falls, Iowa), Winter 1969.

### Andere
- The Girl in the Abstract Bed (Cartoon-Texte). New York, TiberPress, 1954.
- The Unnatural Enemy. New York, Dial Press, 1963.
- Country Matters: Collected Reports from the Fields and Streams of Iowa and Other Places. New York, Dial Press, 1973.
- Fishing by Mail: The Outdoor Life of a Father and Son, with Philip Bourjaily. New York, Atlantic Monthly, 1993.
- Discovery 1-6. New York, Pocket Books, 6 vols., (Editor) 1953–1955.